# Lion-Klasse (1912)
Die Lion-Klasse war eine Klasse von drei Schlachtkreuzern der Royal Navy, die im Ersten Weltkrieg eingesetzt wurden. Nur zwei Schiffe, die Lion und die Princess Royal, waren weitgehend baugleich, während die Queen Mary so verändert wurde, dass sie in manchen Publikationen nicht mehr der Lion-Klasse zugerechnet wird.
Die Klasse entstand als direktes Resultat des Deutsch-Britischen Flottenwettrüstens und wurde speziell konstruiert um die deutsche Moltke-Klasse zu übertreffen.

## Planung
Die Klasse wurde geplant, um das neue, schwerere 34,3-cm-Kaliber für die Hauptgeschütze, das man erstmals beim Bau der Schlachtschiffe der Orion-Klasse ab 1909 verwendete, tragen zu können und gleichzeitig eine Geschwindigkeit von 27 Knoten zu erreichen, um die deutschen Schlachtkreuzer der Moltke-Klasse, von denen man annahm, sie würden 25 Knoten laufen, einholen zu können. Das 34,3-cm-Kaliber der Hauptgeschütze war seinerseits ebenfalls nur bei der Orion-Klasse eingeführt worden, um eine deutsche Schiffsklasse, die Kaiser-Klasse, zu übertreffen.
Die technischen Möglichkeiten erlaubten jedoch nicht ein Orion-Klasse-Schlachtschiff allein durch das Reduzieren der Panzerung so leicht zu machen, dass es von 21 Knoten Spitzengeschwindigkeit auf 27 Knoten kam. Die Konstrukteure sparten für die Lion-Klasse Gewicht ein, indem sie einen der fünf 34,3-cm-Zwillingsgeschütztürme der Orions entfernten und die Zahl der Wasserrohrkessel mit denen die Turbinen angetrieben wurden, von 18 auf der Orion-Klasse auf 42 bei der Lion-Klasse erhöhten.
Der Einbau so vieler sperriger Kessel zwang jedoch zu einer Verlängerung der Rümpfe von 177,1 Metern bei den Orions auf 213,4 bei den Lions. Eine so große Schiffslänge zwang aber dazu, das Gewicht, das für die Panzerung zur Verfügung stand, auf eine größere Fläche zu verteilen, was die Schiffe verwundbarer machte.
Endgültig aufgegeben wurde als Folge der Schwere der Artillerie das Konzept der Flügeltürme, bei dem man bei den vorangegangenen Schlachtkreuzern in der Schiffsmitte je einen Hauptgeschützturm an die linke und rechte Schiffsseite gestellt hatte, so dass sie zum Bug oder zum Heck hin, gemeinsam mit den dort aufgestellten Türmen, wirken konnten. Die schweren 34,3-cm-Doppeltürme mit den darunter liegenden Barbetten waren dafür zu sperrig. So stellte man alle Türme auf eine Linie über dem Kiel.
Warum man allerdings einen Turm der Hauptartillerie in die Schiffsmitte setzte und ihn nicht, wie später üblich, mit dem hinteren Turm gemeinsam zu einer Gruppe zusammenfasste, was ihm ein besseres Schussfeld gegeben hätte, ist unklar. In Battleships of the 20th Century spekulierte der Autor Bernard Ireland, dass der Turm mit seinen Unterbauten in der Schiffsmitte das Schiff versteifen und so die Stabilität des Schiffsrumpfes verstärken sollte, weil man sich wegen der großen Schiffslänge nicht sicher war, ob der Rumpf stabil genug war. Ebenfalls wird die Möglichkeit angesprochen, der mittlere Turm sollte die großen Kesselräume in zwei Gruppen teilen, um zu verhindern, dass sie allesamt bei einem Treffer ausfielen. Dies gibt auch Siegfried Breyer als Grund für die Aufstellung der Türme an, der zudem davon ausgeht, dass Kostenersparnisgründe für die Beibehaltung des Aufstellungsschemas sprachen.

## Bewaffnung

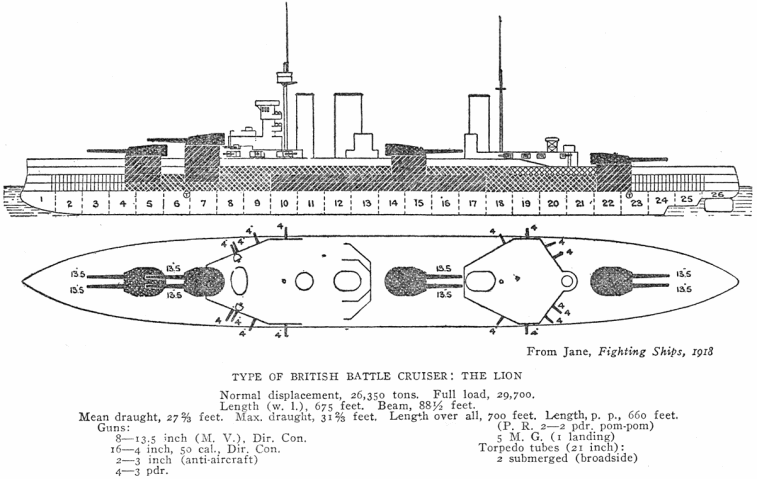
Anordnung der Bewaffnung und Panzerung auf einer Zeichnung von 1919

### Feuerleitung
Die Beobachtungseinrichtungen und Entfernungsmesser, mit denen das Geschützfeuer koordiniert wurde, waren in der Lion-Klasse auf die vier Hauptgeschütztürme und zwei erhöhte Beobachtungspositionen verteilt. Der Hauptbeobachtungsstand war auf einer Plattform am Hauptmast montiert, ein zweiter stand auf dem hinteren Aufbau. Der Beobachter im Hauptmast befand sich jedoch zwischen erstem und dritten Schornstein, was seine Beobachtungen nicht nur erschwerte, sondern es bei bestimmten Windverhältnissen fast unmöglich machte sich dort aufzuhalten.

### Hauptartillerie
Die Lion-Klasse trug vier Hauptgeschütztürme mit je zwei BL-13.5-inch-Mk.V-(34,3-cm-L/45)-Geschützen. Die Waffen waren zuerst bei der Orion-Klasse verbaut worden und konnten eine 567 kg schwere, panzerbrechende Granate auf bis zu 21 Kilometer weit entfernte Ziele schießen. Die Feuergeschwindigkeit lag bei bis zu 2 Schuss pro Minute und es wurden etwa 80 Granaten pro Geschütz mitgeführt. Zwei Türme standen auf dem Vorschiff, mit Turm „B“ in überhöhter Position, ein Turm stand mittschiffs und einer auf dem Achterschiff.

### Mittelartillerie

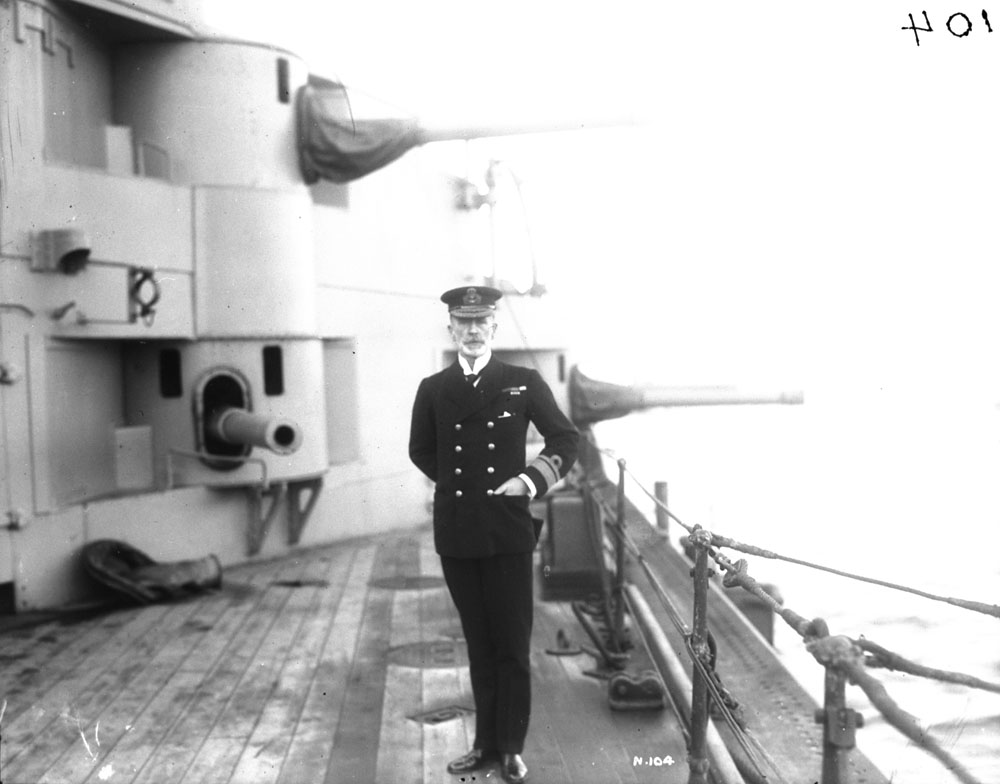
Konteradmiral Pakenham posiert 1917 vor dem Aufbau mit den 10,2-cm-Geschützen unterhalb des Brückenaufbaus seines Flaggschiffes Lion.

Die Mittelartillerie die Lion-Klasse war in den beiden Deckaufbauten der Schiffe untergebracht. Von sechzehn 10,2-cm-Geschützen waren acht unterhalb der Brücke in Kasematten verbaut, die übrigen acht standen in Kasematten im hinteren Aufbau, je vier an Backbord und vier an Steuerbord. Die BL 4 inch naval gun Mk VII (10,2 cm L/50) konnte eine 14 kg schwere Sprenggranate etwa 10 Kilometer weit schießen.
Weiter waren die Schiffe nur mit fünf Maschinengewehren bewaffnet.

### Torpedos
Wie zu dieser Zeit noch üblich, wurden auch die Schlachtkreuzer der Lion-Klasse mit Torpedorohren ausgerüstet, die innerhalb des Rumpfes verbaut waren, eines an Back- und das andere an Steuerbord. Die Rohre konnten 21 Zoll (53,3 cm) Torpedos aus Öffnungen unterhalb der Wasserlinie verschießen. 18 Torpedos konnten an Bord mitgeführt wurden.

## Panzerschutz

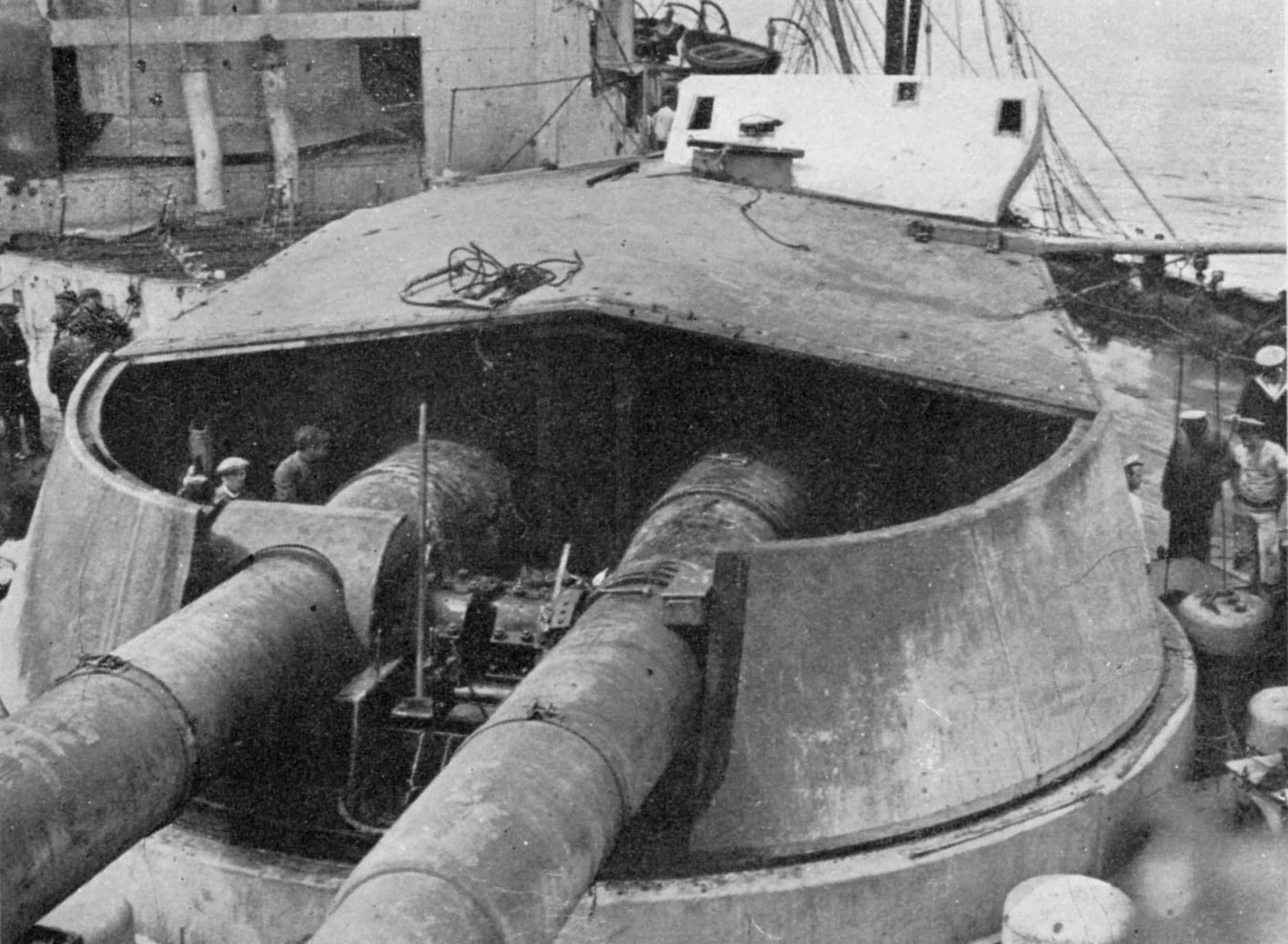
Einer der Hauptgeschütztürme der Lion, die 70-mm-Platte, die das Dach des Turmes geschützt hatte, wurde hier von einer Granate durchschlagen.

Die Lion-Klasse war an den Seiten mit einem Gürtelpanzer aus KC-Panzerstahl von 102 mm Dicke versehen, der über den besonders gefährdeten Bereichen der Schiffe auf bis zu 229-mm Dicke aufwuchs. An der stärksten Stelle erstreckte er sich etwa einen Meter unterhalb der Wasserlinie und knapp drei Meter darüber. Die Barbetten unter den Türmen waren bis hinunter zum Panzerdeck mit 229 mm gepanzert, die Türme der Hauptartillerie selbst waren an der Front- und an den Seiten mit 229 mm und auf der Oberseite mit etwa 70 mm gepanzert.
Wie bei Schlachtkreuzern üblich, war das horizontale Panzerdeck schwächer gepanzert als bei einem Schlachtschiff und nur 64 mm stark. Das darüber liegende Oberdeck hatte einen Panzerschutz von bis zu 25 mm.
Die am besten geschützte Position war die gepanzerte Gefechtsbrücke mit 254 mm Dicke an den Seiten und einem etwa 70 mm dicken Dach.

## Maschinen
Angetrieben wurde die Lion-Klasse von 42 Yarrow-Wasserrohrkesseln, in denen Kohle verbrannt wurde, um Wasser zu verdampfen. Der Dampf trieb anschließend vier Parsons Dampfturbinen an, die ihre Kraft auf vier Wellen und schließlich auf vier Propeller übertrugen. Die Maschinen waren für bis zu 70.000 Wellen-PS ausgelegt, was für bis zu 27 Knoten ausreichen sollte. In Erprobungen wurden 1913 gar 76.700 Wellen-PS und 28,5 Knoten erreicht.
Die Schiffe der Klasse führten zwischen 1000 und 3520 Tonnen Kohle und 1500 Tonnen Öl mit. Sie verbrauchten jedoch unter Volllast bei maximaler Geschwindigkeit 1400 Tonnen am Tag.

## Umbauten
Im Gegensatz zu den ursprünglichen Planungen verlegte man beim Typschiff Lion den Hauptmast vor den ersten Schornstein und erhöhte den Brückenaufbau, der ursprünglich nur als kleiner Steuerstand geplant war, auf drei Etagen mit einer offenen Plattform auf dem Dach. Die übrigen Schiffe wurden noch im Bau auf den gleichen Stand gebracht. Zudem wurde auf der Lion der Mast durch Stützbeine gestützt, um Vibrationen zu verringern. Noch vor Beginn des Weltkrieges erhielten die Schiffe zusätzliche Feuerleitgeräte, die nach und nach auf dem hinteren Teil aller Hauptgeschütztürme installiert wurden.
In den Schlachten auf der Doggerbank im Frühjahr 1915 und der Skagerrakschlacht im Sommer 1916 zeigten sich konstruktionsbedingte Schwächen in der Feuerleitung, so dass man den vorderen Mast auf den überlebenden Schiffen Lion und Princess Royal mit einer Stützstruktur gegen Eigenbewegungen absicherte. Dazu stellte man je eine Stützstrebe an Back- und Steuerbord neben den ersten Schornstein und verband sie unterhalb der Beobachtungsplattform mit dem Fockmast.
Im Verlauf des Weltkrieges begann man Wert auf Flugabwehr zu legen und baute ab 1914 auf den Schiffen je eine QF-13-pounder-(76,2-mm)-Flugabwehrkanone ein. Die tauschte man 1916 gegen eine 4-Zoll- und eine 3-Zoll-Kanone aus, die man direkt hinter dem zweiten Schornstein auf das Deck setzte.

## Schiffe der Lion-Klasse
Durch die vergrößerte Länge wirkte die Linienführung der Schiffe eleganter als die bisheriger Klassen und sie galten als die bestausehensten Schiffe bis dato. Nach dem Typschiff HMS Lion wurde die Klasse entsprechend auch die „splendid cats“ (etwa: „die famosen Katzen“) genannt.

### Lion
Die HMS Lion wurde am 29. September 1909 in Plymouth auf Kiel gelegt und lief 1910 vom Stapel. Sie nahm 1914 am Seegefecht bei Helgoland teil. Sie wurde im Januar 1915 im Gefecht auf der Doggerbank als Flaggschiff eingesetzt und durch mehr als ein dutzend Treffer schwer beschädigt. In der Skagerrakschlacht im Mai 1916 wurde sie erneut schwer getroffen und etwa 100 Besatzungsmitglieder wurden getötet. Nach dem Krieg wurde sie als Teil der Zugeständnisse, die das Königreich in der Washingtoner Flottenkonferenz von 1922 gemacht hatte, 1924 verschrottet.

### Princess Royal
Die HMS Princess Royal wurde am 2. Mai 1910 auf Kiel gelegt und lief im April 1911 vom Stapel. Sie gehörte mit ihrem Schwesterschiff HMS Lion zum 1. Schlachtkreuzergeschwader und nahm an den Seeschlachten bei Helgoland, auf der Doggerbank und an der Skagerrakschlacht teil, wo sie von neun schweren Granaten getroffen wurde. Nach dem Krieg fiel sie, wie ihr Schwesterschiff, den Flottenverträgen von Washington zum Opfer und wurde 1922 zum Verschrotten verkauft und 1923 abgebrochen.